# Крутовське сільське поселення (Велізький район)
Круто́вське сільське́ посе́лення — муніципальне утворення в складі Велізького району Смоленської області, Росія. Адміністративний центр — присілок Круте.
Населення — 641 особа (2007).

## Склад
В склад поселення входять такі населені пункти — 9 присілків:
| Населений пункт | Населення, осіб (2007) |
| --------------- | ---------------------- |
| В'язьмени       | 9                      |
| Комісарово      | 3                      |
| Конець          | 46                     |
| Круте           | 244                    |
| Мокра Нива      | 2                      |
| Осиновиця       | 68                     |
| Ратьковина      | 11                     |
| Старе Село      | 226                    |
| Цигани          | 32                     |

Колишні населені пункти — Тиванці.
| Смоленська область | Це незавершена стаття про Смоленську область. Ви можете допомогти проєкту, виправивши або дописавши її. |